# Parafia Najświętszej Marii Panny Różańcowej w Wysokiej
Parafia Najświętszej Marii Panny Różańcowej w Wysokiej – parafia rzymskokatolicka w dekanacie Wysoka w diecezji bydgoskiej.
Erygowana w XIII wieku.
Miejscowości należące do parafii: Czajcze, Jeziorki Kosztowskie (Wybudowania), Młotkowo, Sędziniec, Wysoczka, Wysoka, Wysoka Mała, Wysoka Wielka.